# Pančování
Pančování je proces, při kterém dochází k ředění původně homogenní tekutiny (např. vína, mléka, etanolu, medu) jinou tekutinou, takže třebaže je pak výsledný roztok prezentován jako původní tekutina, je ve skutečnosti méně kvalitní (naředěný). Pančováním nápojů může výrobce snížit své výrobní náklady, ale za účelem zachování kvality potravin a jejich zdravotní nezávadnosti bývá často zákonnou úpravou zakázáno a z právního pohledu považováno za padělání. Případy pančování jsou známy již od starověku a středověku, jeho postihem se zabýval již Chammurapiho zákoník nebo později např. anglický předpis Assize of Bread and Ale ze 13. století. Pančování vína nebo piva bylo ve starověké Mezopotámii i později ve středověké Evropě nezřídka trestáno smrtí. 
Falšování potravin bylo trestáno odnepaměti. Například ve 14. stol. hrozil trest smrti za znehodnocení šafránu méně kvalitními rostlinnými barvivy. Nastavování másla moukou, strouhaným tuřínem nebo sádlem bylo ve středověké Francii trestáno pranýřem, přičemž měl provinilec hlavu potřenou  výrobkem. Od tohoto trestu se odvozuje rčení „mít máslo na hlavě“.
Jestliže dochází k ředění tekutin s vědomím spotřebitele, nejedná se o pančování, ale o šuntflaci. Pančování nápojů toxickými příměsmi (jedy) se označuje jako trávení.

## Pančování v Česku
Alkoholické nápoje vyrobené z alkoholu pančovaného metylalkoholem se v září 2012 staly v České republice příčinou několika desítek často smrtelných otrav.
Podle ministerstva spravedlnosti lze v současnosti v Česku na pančování aplikovat ustanovení trestního zákoníku týkající se trestných činů proti životu a zdraví, obecného ohrožení, ohrožování zdraví závadnými potravinami a jinými předměty z nedbalosti. Z ekonomického pohledu mohou být pančovatelé stíháni pro trestné činy daňové a proti průmyslovým právům. Součástí dnešního trestního zákoníku už naopak není trestný čin nedovolená výroba lihu, protože jeho páchání ve větším rozsahu lze postihnout jako neoprávněné podnikání (§ 251).

## Metaforické použití slova „pančování“
Německé sdružení Verein Deutsche Sprache („Svaz německého jazyka“) uděluje každoročně od roku 1997 anticenu Sprachpanscher des Jahres („jazykový pančovatel roku“) „za obzvláště pozoruhodné pochybení v zacházení s německým jazykem“.